# 劳之常
劳之常（1873年—1948年）字逊五，山东省阳信县新化区劳庄（今银高乡小劳村）人。清朝及中华民国工程师、官员。

## 生平
8岁时，劳之常入西程坞私塾。 清朝光绪十二年（1886年）考入北洋武备学堂第二期。光绪二十三年（1897年）入北洋武备学堂铁路工程科首期，成绩优异， 通英语、德语、日语等7种外语。光绪二十六年（1900年）毕业后，任京汉铁路局技司。光绪二十八年（1902年），他从遭旱灾的阳信县招收2000多名工人修铁路。光绪三十四年（1908年）任浙江铁路局技司，主持沪杭甬铁路的勘测设计及施工工作。宣统二年（1910年）升为补用道员，清廷诰赠其曾祖父、祖父、叔祖父、伯父、父亲为资政大夫，其母为诰命夫人，以示嘉奖。
中华民国成立后，1912年劳之常任浦信铁路工程管理局局长， 兼署津浦铁路总工程师。1917年1月任津浦铁路管理局副局长兼署交通部参事。 同年3月任山东（黄河）三游河务总局总办，驻洛口，任内考察了黄河山东段治理状况，并著《治黄管见》一书，提出“裁弯取直，束水攻沙”的治河方案。1918年，劳之常督修白龙湾黄河北岸固坝防险工程。

1919年1月， 劳之常署理山东河务局局长，兼署山东国际救济委员会会长，中国国际饥馑委员会委员。同年秋末，劳之常回家乡探亲，并捐资倡修《阳信县志》。1920年4月，劳之常任山东河务局局长。同年夏，华北五省发生重大旱灾，山东省西北35县受灾。劳之常积极为灾区募捐，并捐款救济家乡阳信县的灾民。同年秋，劳之常参与组织以工代赈修建济（南）无（棣）公路阳信段。同年，他还为惠民岱北公学购买校田。

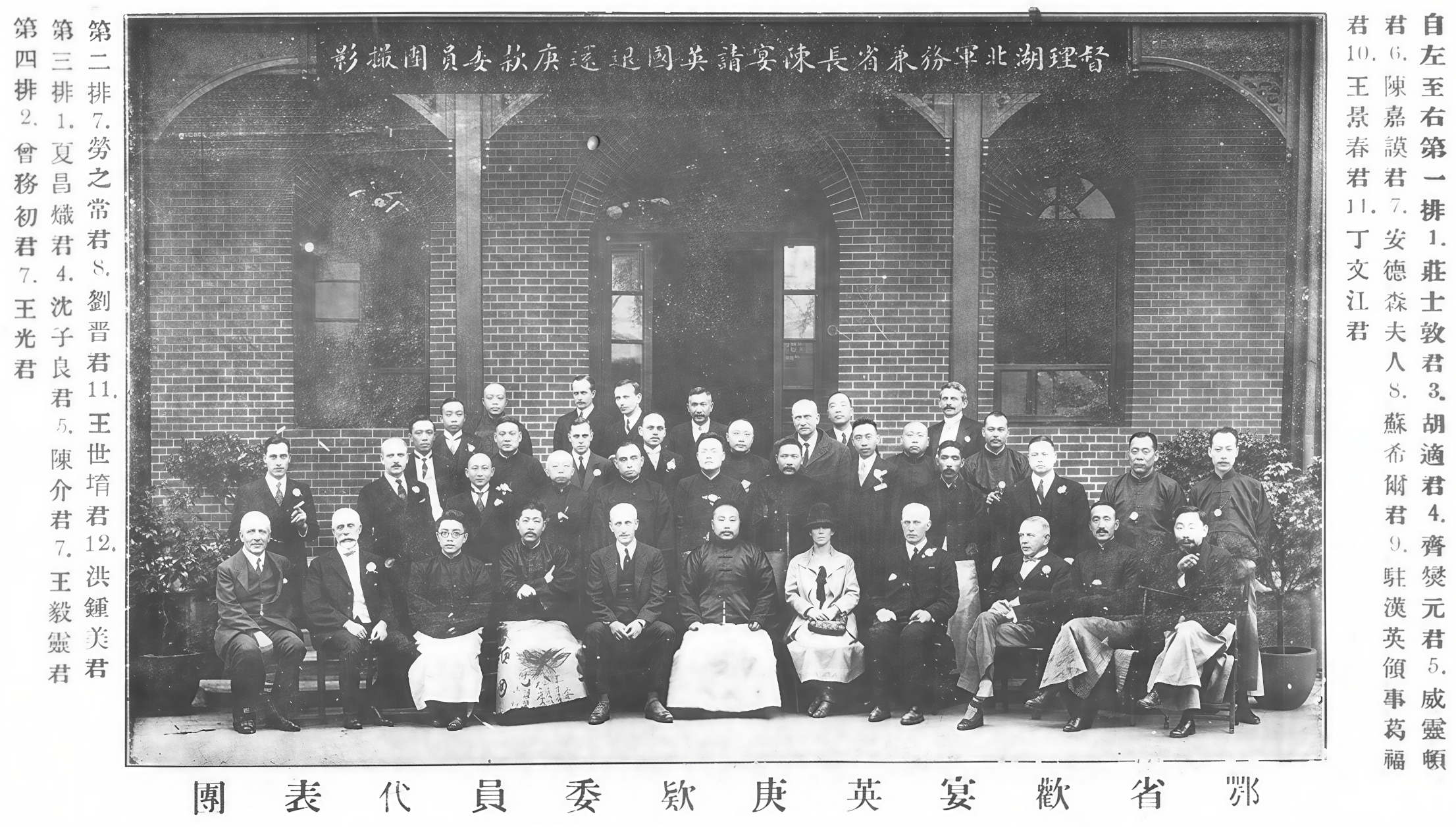
督理湖北軍務兼省長陳宴請英國退還庚款委員團攝影[莊士敦、胡適、齊燮元、威靈頓、陳嘉謨、安德森夫人、蘇希爾、葛福、王景春、丁文江、勞之常、劉晉、王世堉、洪鍾美、夏昌熾、沈子良、陳介、王毅靈、曾務初、王光

1921年7月， 黄河在山东省境内利津宫家坝等处决口，山东北部遭受重大水灾。同年9月，劳之常奉大总统徐世昌之命，协助山东省省长田中玉负责堵合宫家坝决口，并慰问灾民。劳之常获北京政府授二等大绶宝光嘉禾章及四等文虎章各1枚。
1922年4月，劳之常当选中华工程师学会副会长，4月24日主持了在北京青龙桥举行的詹天佑大铜像揭幕礼及中华工程师学会成立十周年纪念会。同年6月，劳之常升署北京政府交通部次长，11月升任交通部次长。12月奉大总统黎元洪之命同鲁案善后督办王正廷共同处理接管胶济铁路事宜。12月任交通部代总长。其间，他作为中国政府代表，同日本政府在青岛办理了胶济铁路及其支线并一切附属财产接管手续。
1924年11月，劳之常转任交通警察总司令兼京汉铁路局局长，1925年春离职回到家乡。1926年7月22日，劳之常再任交通次长，并兼任京汉铁路局局长。任内，他获北京政府授一等大绶宝光嘉禾章1枚。
1927年1月，劳之常辞去交通次长的职务，专任京汉铁路局局长，同年6月卸任京汉铁路局局长。此后，劳之常在天津闲居， 同曹锟、吴佩孚来往颇多。1936年5月，劳之常任冀察政务委员会交通委员会顾问。1938年5月，劳之常谢绝了日本扶植的山东省省长马良请其担任山东省总务厅厅长的邀请。1939年，为了躲避水灾，劳之常自天津迁居北京西城斜街19号山东同乡会院内，依靠变卖家产为生。1948年，劳之常加入北平“耆英会”。
1948年12月，劳之常病逝。